# XIX Premis de la Unión de Actores
La XIX edició dels Premis de la Unión de Actores, corresponents a l'any 2009, concedits pel sindicat d'actors Unión de Actores y Actrices, va tenir lloc el 29 de març de 2010 al Circo Price. Aquest cop compta amb el patrocini de la Fundació Aisge, la regidoria de les Arts de l'Ajuntament de Madrid i la Conselleria de Cultura de la Comunitat de Madrid, el Teatre Circ Price i eTaxi, i amb la col·laboració del Centro de Documentación Teatral i el Centre de Tecnologia de l'Espectacle. La gala fou dirigida per Santiago Sánchez. El secretari general de la Unión, Bosso, va aprofitar l'acte per denunciar que la professió es troba "en una situació difícil"i que els premis de la Unión no compten amb els mitjans dels Premis Goya.

## Candidatures

### Premi a Tota una vida
- Aurora Bautista

### Premi Especial
- Institut Cervantes

### Menció d'Honor Mujeres en Unión
- Aminatou Haidar

### Cinema

#### Millor actriu protagonista
| Actriu           | Pel·lícula             | Resultat   |
| ---------------- | ---------------------- | ---------- |
| Penélope Cruz    | Los abrazos rotos      | Candidata  |
| Lola Dueñas      | Yo, también            | Guanyadora |
| Soledad Villamil | El secreto de sus ojos | Candidata  |

#### Millor actor protagonista
| Actor               | Pel·lícula        | Resultat  |
| ------------------- | ----------------- | --------- |
| Antonio de la Torre | Gordos            | Candidat  |
| Lluís Homar         | Los abrazos rotos | Candidat  |
| Luis Tosar          | Celda 211         | Guanyador |

#### Millor actriu secundària
| actriu           | Pel·lícula        | Resultat   |
| ---------------- | ----------------- | ---------- |
| Marta Aledo      | La vergüenza      | Candidata  |
| Blanca Portillo  | Los abrazos rotos | Candidata  |
| Verónica Sánchez | Gordos            | Guanyadora |

#### Millor actor secundari
| Actor           | Pel·lícula        | Resultat  |
| --------------- | ----------------- | --------- |
| Raúl Arévalo    | Gordos            | Candidat  |
| Carlos Bardem   | Celda 211         | Guanyador |
| José Luis Gómez | Los abrazos rotos | Candidat  |

#### Millor actriu de repartiment
| Actriu       | Pel·lícula        | Resultat   |
| ------------ | ----------------- | ---------- |
| Pilar Castro | Gordos            | Guanyadora |
| Lola Dueñas  | Los abrazos rotos | Candidata  |
| Marta Etura  | Celda 211         | Candidata  |

#### Millor actor de repartiment
| Actor               | Pel·lícula            | Resultat  |
| ------------------- | --------------------- | --------- |
| Fernando Albizu     | Gordos                | Guanyador |
| Juan Jesús Valverde | El libro de las aguas | Candidat  |
| Luis Zahera         | Celda 211             | Candidat  |

#### Millor actriu revelació
| Actriu           | Pel·lícula               | Resultat   |
| ---------------- | ------------------------ | ---------- |
| Leticia Herrero  | Gordos                   | Guanyadora |
| Carolina Lapausa | La Señora                | Candidata  |
| Amaia Salamanca  | Sin tetas no hay paraíso | Candidata  |

#### Millor actor revelació
| Actor          | Pel·lícula             | Resultat  |
| -------------- | ---------------------- | --------- |
| Alberto Ammann | Celda 211              | Guanyador |
| Javier Godino  | El secreto de sus ojos | Candidat  |
| Daniel Grao    | Acusados               | Candidat  |

### Televisió

#### Millor actriu protagonista
| Actriu          | Sèrie de televisió | Resultat   |
| --------------- | ------------------ | ---------- |
| María Isasi     | Días sin Luz       | Candidata  |
| Blanca Portillo | Acusados           | Candidata  |
| Adriana Ugarte  | La Señora          | Guanyadora |

#### Millor actor protagonista
| Actor             | Sèrie de televisió | Resultat  |
| ----------------- | ------------------ | --------- |
| Antonio Chamizo   | Días sin Luz       | Candidat  |
| Gonzalo de Castro | Doctor Mateo       | Candidat  |
| Roberto Enríquez  | La Señora          | Guanyador |

#### Millor actriu secundària
| actriu       | Sèrie de televisió | Resultat   |
| ------------ | ------------------ | ---------- |
| Carme Conesa | La Señora          | Guanyadora |
| Inma Cuesta  | Águila roja        | Candidata  |
| Ana Wagener  | La Señora          | Candidata  |

#### Millor actor secundari
| Actor          | Sèrie de televisió        | Resultat  |
| -------------- | ------------------------- | --------- |
| Víctor Clavijo | La Señora                 | Guanyador |
| Javier Collado | Amar en tiempos revueltos | Candidat  |
| Raúl Peña      | La Señora                 | Candidat  |

#### Millor actriu de repartiment
| actriu         | Sèrie de televisió                          | Resultat   |
| -------------- | ------------------------------------------- | ---------- |
| Carmen Arévalo | 90-60-90, diario secreto de una adolescente | Candidata  |
| Inma Cuevas    | La Señora                                   | Candidata  |
| Pepa Pedroche  | Amar en tiempos revueltos                   | Guanyadora |

#### Millor actor de repartiment
| Actor            | Sèrie de televisió | Resultat  |
| ---------------- | ------------------ | --------- |
| Alberto Amarilla | Acusados           | Candidat  |
| Juan Messeguer   | La Señora          | Guanyador |
| Alberto Rubio    | La Señora          | Candidat  |

### Teatre

#### Millor actriu protagonista
| Actriu            | Obra de teatre           | Resultat   |
| ----------------- | ------------------------ | ---------- |
| Núria Espert      | La casa de Bernarda Alba | Candidata  |
| Rosa Maria Sardà  | La casa de Bernarda Alba | Guanyadora |
| Consuelo Trujillo | Bodas de sangre          | Candidata  |

#### Millor actor protagonista
| Actor            | Obra de teatre  | Resultat  |
| ---------------- | --------------- | --------- |
| Juan Diego Botto | Hamlet          | Candidat  |
| Nicolás Dueñas   | Toc Toc         | Guanyador |
| Israel Frías     | Bodas de sangre | Candidat  |

#### Millor actriu secundària
| actriu        | Obra de teatre           | Resultat   |
| ------------- | ------------------------ | ---------- |
| Ana Goya      | La cena de los generales | Candidata  |
| Ana Labordeta | Noviembre                | Candidata  |
| Nathalie Poza | Tito Andrónico           | Guanyadora |

#### Millor actor secundari
| Actor                | Obra de teatre       | Resultat  |
| -------------------- | -------------------- | --------- |
| José Luis Alcobendas | La tortuga de Darwin | Candidat  |
| Rafa Castejón        | Don Carlos           | Guanyador |
| Luis Rallo           | Bodas de sangre      | Candidat  |

#### Millor actriu de repartiment
| Actriu      | Obra de teatre           | Resultat   |
| ----------- | ------------------------ | ---------- |
| Lucía Bravo | La cena de los generales | Guanyadora |
| Pilar Gil   | Bodas de sangre          | Candidata  |
| Ana Malaver | Bodas de sangre          | Candidata  |

#### Millor actor de repartiment
| Actor                        | Obra de teatre         | Resultat  |
| ---------------------------- | ---------------------- | --------- |
| Carlos Álvarez-Nóvoa Sánchez | Bodas de sangre        | Guanyador |
| José Ramón Iglesias          | La estrella de Sevilla | Candidat  |
| Eduardo Mayo                 | Hamlet                 | Candidat  |